# Gongylanthus uleanus
Gongylanthus uleanus là một loài rêu trong họ Arnelliaceae. Loài này được Stephani mô tả khoa học đầu tiên.. Danh pháp khoa học của loài này chưa được làm sáng tỏ. 